# Zwetomir Tschipew
Zwetomir Tschipew (bulgarisch Цветомир Чипев; * 16. August 1977 in Sofia) ist ein vormaliger bulgarischer Fußballspieler.

## Sportlicher Werdegang
Tschipew begann mit dem Fußballspielen bei Lewski Sofia, wo er in der A Grupa debütierte. Anfang 1999 wechselte er innerhalb der Meisterschaft zu Pirin Blagoewgrad, zog aber bereits im Sommer ins Ausland und schloss sich dem deutschen Klub Rot-Weiß Oberhausen in der 2. Bundesliga an. Unter Aleksandar Ristić konnte er sich in seinem ersten Jahr über weite Strecken als Stammspieler behaupten, der Mittelfeldspieler bestritt in der Spielzeit 1999/2000 32 der 34 Saisonspiele und belegte mit dem Klub den sechsten Platz im Endklassement. Nachdem Ristić anschließend zu Fortuna Düsseldorf zurückgekehrt war, schwankte Tchipev unter dessen Nachfolger Gerhard Kleppinger zwischen Startelf, Ersatzbank und Tribüne. Daher wechselte er im Sommer 2001 zum Chemnitzer FC in die drittklassige Regionalliga Nord, wo er zwei Spielzeiten zum erweiterten Stammspielerkreis gehörte. 2003 folgte er einem Angebot des Zweitliganeulings FC Erzgebirge Aue, wo er sich unter Trainer Gerd Schädlich jedoch auch teilweise verletzungsbedingt nie dauerhaft durchsetzen konnte und in seinen drei Spielzeiten nur 38 Zweitligaspiele bestritt.
Im Januar 2006 wechselte Tchipev während der Winterwechselperiode zu OFI Kreta. Nach anderthalb Jahren in Griechenland schloss er sich im Sommer 2007 dem kretischen Klub Nea Salamis Famagusta an, kehrte aber nach einer Halbserie zum Zweitligisten Kallithea FC in den griechischen Fußball zurück. Beim Makedonikos FC beendete er später seine aktive Laufbahn.